# Marieke van Drogenbroek
Maria „Marieke“ van Drogenbroek (* 16. Dezember 1964 in Utrecht) ist eine ehemalige niederländische Ruderin.
Die 1,87 m große Marieke van Drogenbroek vom Utrechter Ruderclub Orca gewann 1982 bei den Junioren-Weltmeisterschaften die Bronzemedaille im Doppelvierer. Bei den Olympischen Spielen 1984 in Los Angeles trat sie im Vierer mit Steuerfrau und im Achter an. Der Vierer mit Marieke van Drogenbroek, Anne-Marie Quist, Catharina Neelissen, Willemien Vaandrager und Steuerfrau Martha Laurijsen belegte im Vorlauf den zweiten Platz hinter den Rumäninnen und gewann dann den Hoffnungslauf. Im Finale erreichten die Niederländerinnen den fünften Platz mit 0,68 Sekunden Rückstand auf die drittplatzierten Australierinnen. Die Ruderinnen des niederländischen Vierers traten am Finaltag auch mit dem Achter an und gewannen die Bronzemedaille hinter den Booten aus den Vereinigten Staaten und aus Rumänien. 1987 trat Marieke van Drogenbroek bei den Weltmeisterschaften 1987 in Kopenhagen im Einer an und belegte den achten Platz.